# Raiffeisenbank Vogelsberg
Die Raiffeisenbank Vogelsberg eG war eine Genossenschaftsbank und hatte ihren Sitz in Birstein im Main-Kinzig-Kreis in Hessen. Das Geschäftsgebiet der Bank erstreckte sich weitestgehend über das Gebiet der Gemeinden Birstein und Brachttal. Im Jahr 2012 erfolgte die Fusion mit der Volksbank Raiffeisenbank Schlüchtern eG zur VR Bank Schlüchtern-Birstein eG mit Sitz in Schlüchtern.

## Geschäftsstellen
Die Raiffeisenbank Vogelsberg eG verfügte über ein flächendeckendes Geschäftsstellennetz mit zwei Geschäftsstellen in Birstein und Hellstein sowie drei Zahlstellen in Lichenroth, Helfersdorf und Spielberg.

## Sonstiges
Im Geschäftsjahr 2010 konnte auf die Geschäftsanteile in Höhe von jeweils 100 Euro eine Dividende von 6 % gezahlt werden.

## Verbundpartner
Partner der Bank im genossenschaftlichen Finanzverbund:
- DZ BANK AG
- Bausparkasse Schwäbisch Hall AG
- Union Investment Gruppe
- R+V Versicherung
- VR LEASING AG
- Teambank AG
- Deutsche Genossenschafts-Hypothekenbank AG
- Fiducia IT AG (Rechenzentrum)
- VR Payment GmbH (Abwicklung des Kreditkartengeschäfts)
- ReiseBank AG
- Münchener Hypothekenbank eG